# Villa Marie (Dresden)
Die Villa Marie ist ein denkmalgeschütztes Gebäude am Fährgäßchen 1 im Dresdner Stadtteil Blasewitz, direkt neben der Elbbrücke Blaues Wunder. Neben der Villa Ilgen und der Villa St. Petersburg zählt sie zu den bekanntesten Villen in Blasewitz und hat durch ihre Nutzung in den 1980er-Jahren auch überregional Bekanntheit erlangt.

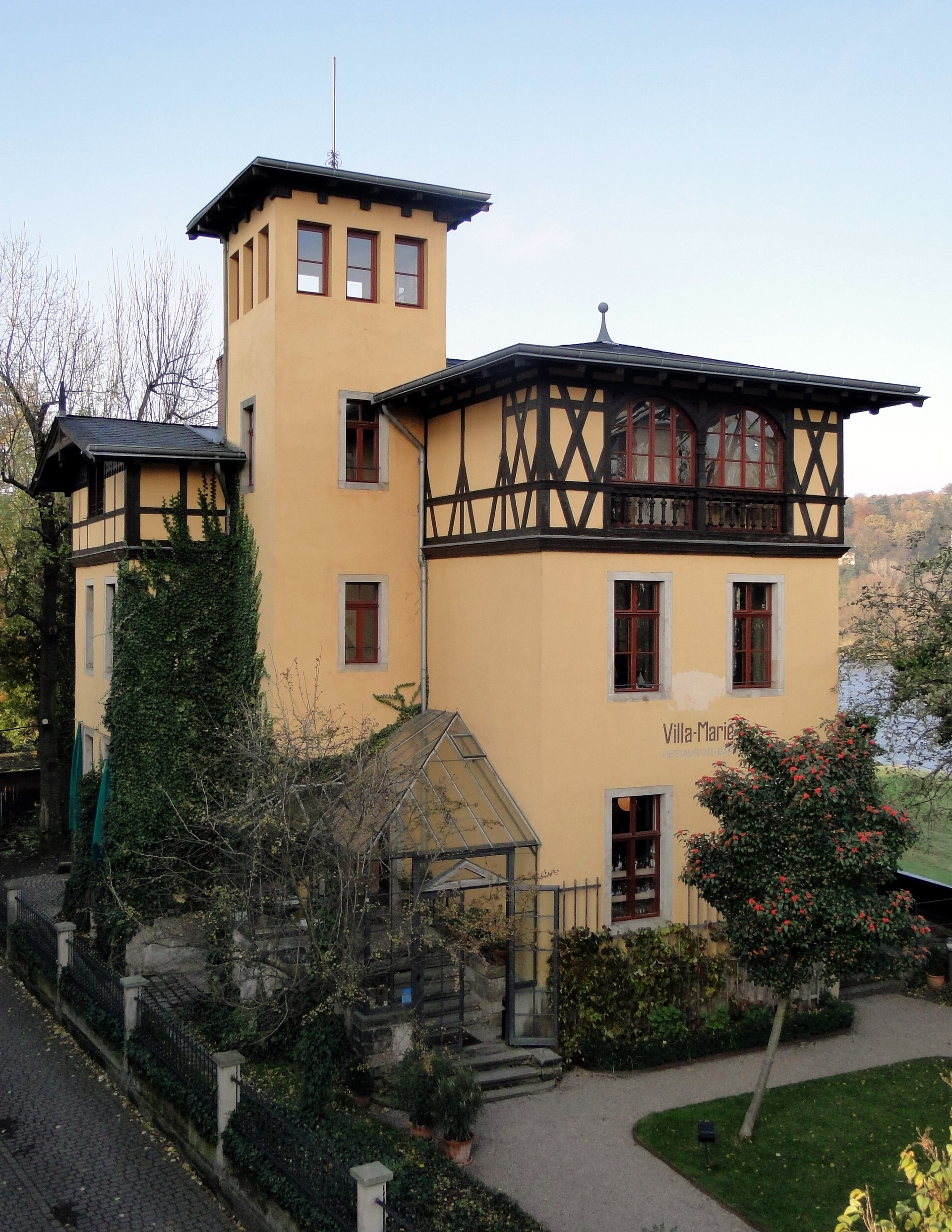
Die Villa Marie

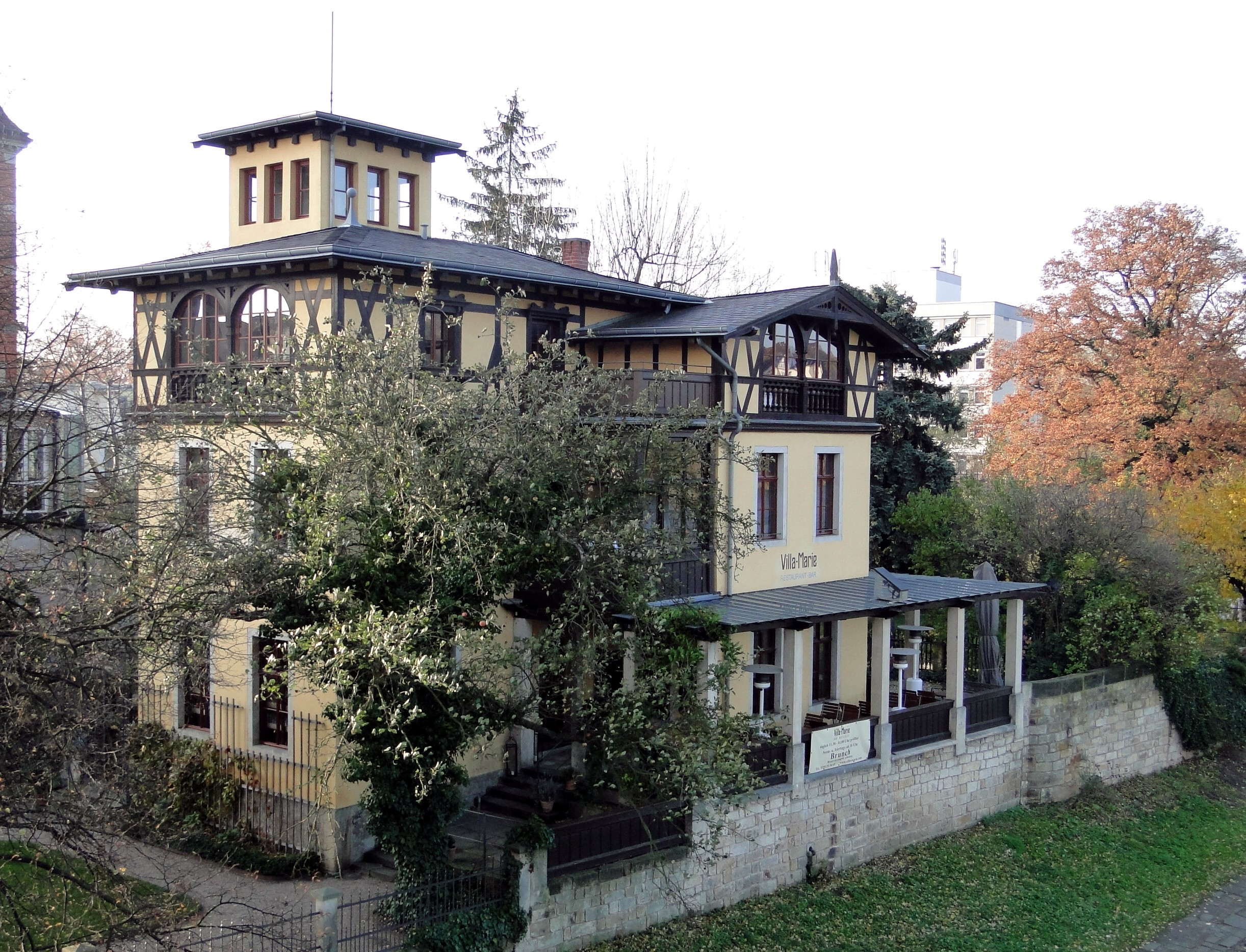
Die Elbseite der Villa Marie

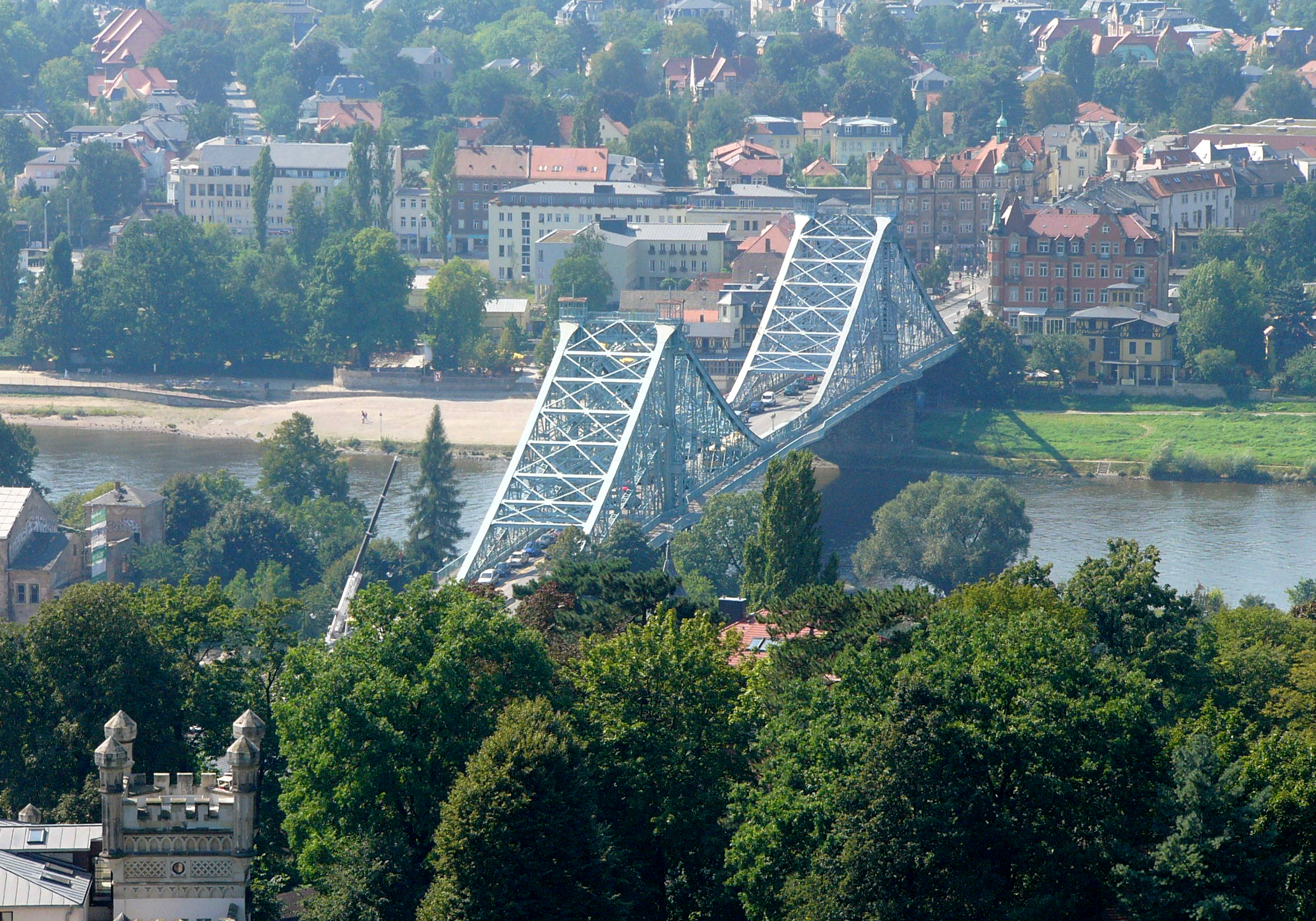
Vom Luisenhof blickt man direkt auf die Villa Marie rechts neben dem Blauen Wunder; dahinter das Café Toscana

## Geschichte
Die Villa Marie wurde um 1860 für den Architekten Friedrich Pötzsch direkt an der Elbe erbaut. Sie entstand im italienischen Stil mit Anklang an den Landhausstil und wurde in Fachwerk mit Erker und charakteristischem Turm verwirklicht. Die frühesten bekannten Fotos der Villa fertigte August Kotzsch an; sie stammen aus dem Jahr 1863. Von 1891 bis 1893 entstand unmittelbar zwischen dem Schillergarten und der Villa Marie das Blaue Wunder. 
Nach 1900 war die Villa Marie zunächst als Monbijou (dt. Mein Schatz) bekannt und wurde möglicherweise nach Besitzerin Marie Hortenbach, die 1944 enteignet wurde, Villa Marie genannt. Zu den Bewohnern der Villa zählten insbesondere Mitglieder des bürgerlichen Adels, darunter eine ungarische Grafenfamilie, ein Kaufmann und ein Sanitätsrat. In den 1930er-Jahren zählte Maler Hans Grundig zu den Gästen in der Villa.
Den Zweiten Weltkrieg überstand die Villa Marie ohne größeren Schaden. In der DDR-Zeit wurde der letzte Besitzer der Villa enteignet. Sie ging in den Bestand der Kommunalen Wohnungsverwaltung über, war jedoch auch wegen ihrer Lage in der Hochwasserzone der Elbe für potenzielle Mieter nur mäßig attraktiv. Das Gebäude verfiel bis in die 1980er-Jahre und wurde zu Beginn der 1980er-Jahre von der Bauaufsicht als unbewohnbar eingestuft. 
Bereits 1980 hatte das Gebäude als Kulisse für den DDR-Fernsehfilm Meines Vaters Straßenbahn gedient, in dem Arno Wyzniewski die Hauptrolle übernahm. Im Jahr 1982 wurde die Villa von Blasewitzer Künstlern um die als „Wanda“ bekannte Claudia Reichardt als illegale Galerie wiederentdeckt und für mehrere Jahre – von 1988 bis 1990 unter dem Namen „fotogen“ – betrieben. Zahlreiche Künstler verewigten die Villa zu dieser Zeit in ihren Zeichnungen. Nachdem sie 1988 zusammen mit Denkmalpflegern ihren Abriss verhindert hatten, verließen die Hausbesetzer zwei Jahre später die Villa. 
In den 1990er-Jahren wurde die Villa Marie denkmalgerecht saniert. Heute befindet sich in ihr ein italienisches Restaurant.